# Groupe de bombardement Bretagne
Pour les articles homonymes, voir Bretagne (homonymie).
Le groupe de bombardement « Bretagne » est une unité des Forces aériennes françaises libres. Constituée pendant la Seconde Guerre mondiale, cette unité de bombardement s'illustre lors de la prise de Koufra, puis dans les campagnes du Fezzan, de Tunisie, de la campagne d'Italie, de la Libération de la France, de la bataille d'Alsace et de la campagne d'Allemagne.
Le groupe Bretagne est titulaire de la médaille de la Résistance avec rosette et de la fourragère aux couleurs de la Légion d'honneur.

## Historique

### Tchad, Koufra
Le « détachement permanent des Forces aériennes au Tchad » est créé avant la guerre, et basé à Fort-Lamy. Lorsque l'Afrique Équatoriale française rallie la France libre en 1940, ce détachement rejoint les Forces aériennes françaises libres. Les sept Potez qu'il comporte (quatre 25 et trois Limousine) reçoivent le renfort de plusieurs Westland Lysander en provenance d'Angleterre.
Ce groupe aérien stationné au Tchad est alors placé sous les ordres directs du colonel Leclerc. Le groupe appuie avec difficultés la colonne Leclerc jusqu'à la prise de Koufra en mars 1941,.
Les missions s'effectuent toujours à deux appareils, un Lysander et un Potez, par mesure de sécurité. De plus, en cas de mission longue, le Potez emporte de quoi ravitailler le Lysander, de plus faible autonomie. Ce système de binôme est original mais fonctionne.
Après la victoire de Koufra, trois Lysander sont laissés sur place et le groupe se replie à Fort-Lamy. Les équipages connaissent une période plus calme, qu'ils mettent à profit pour s'entraîner et répartir des dépôts de carburant et de bombes pour se réapprovisionner ultérieurement.

### Organisation du groupe Bretagne
Le groupe prend officiellement le nom « Bretagne » le 1er janvier 1942, en l'honneur de la région française de ce nom. Il est composé de deux escadrilles : l'escadrille « Rennes » qui est équipée de six avions de type Lysander, et l'escadrille « Nantes » avec trois Martin 167 Maryland ; une section complémentaire, équipée de trois Potez, exécute les liaisons.
Fort-Lamy ayant été bombardée par un appareil allemand, le groupe « Bretagne » se répartit géographiquement pour diminuer les risques. L'escadrille « Rennes » se base à Moussoro, et « Nantes » à Fort-Archambault, le commandement restant à Fort-Lamy.

### Campagnes du Fezzan

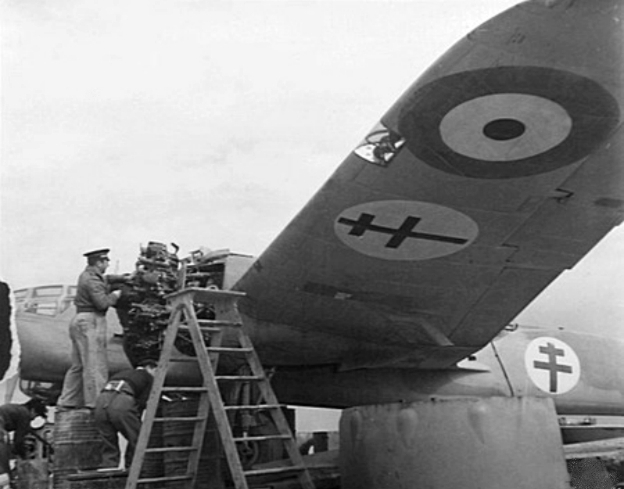
Un bombardier Bristol Blenheim des Forces aériennes françaises libres en maintenance en 1941.

Le groupe se rassemble en février 1942 pour partir à Douar puis à Wour, et participe à la première campagne du Fezzan, par des coups de main successifs contre les Italiens. Les Lysander accompagnent l'infanterie, pendant que les Glenn vont plus loin, en reconnaissance et pour des bombardements.
Après cette première campagne du Fezzan, le groupe regagne ses bases de Fort-Lamy, Moussoro et Fort-Archambault, et prépare la prochaine campagne par des reconnaissances lointaines régulières et la constitution des stocks nécessaires. D'autres avions arrivent en renfort, et l'escadrille « Rennes » compte désormais huit Lysander, « Nantes » compte trois Glenn et cinq Blenheim, et la section de liaison comporte cinq appareils.
Le groupe Bretagne participe à la deuxième campagne du Fezzan à partir de novembre 1942, en partant se baser à Zouar, avec Uigh-el-Kebir comme terrain auxiliaire. La colonne Leclerc commence la conquête complète du Fezzan, et le groupe Bretagne bombarde Sebba puis en fait sa nouvelle base principale jusqu'au succès de la campagne.

### Tunisie, Italie
Il participe ensuite à la campagne de Tunisie, puis se base en Sardaigne pour soutenir la campagne d'Italie.

### Campagne de France, bataille d'Alsace
Opérant ensuite successivement à partir de Bron puis de Saint-Dizier, le groupe de bombardement moyen « Bretagne » prend part à la libération de l'Alsace, à la coupure de la ligne Siegfried, aux offensives sur la Sarre, à la réduction des poches de l'Atlantique et à la fin des bombardements sur l'Allemagne.

### Honneurs
Pour son action pendant la guerre, le groupe Bretagne reçoit six citations, la médaille de la Résistance avec rosette, et le droit du port de la fourragère aux couleurs de la Légion d'honneur,.

### Après la guerre
Après la guerre, le groupe est affecté aux rapatriements et autres transports, et devient le « groupe de transport 1/63 Bretagne » en juillet 1947. Il opère en Afrique jusqu'en 1963, année de sa dissolution.
L'actuel groupe de ravitaillement en vol 02.091 Bretagne a repris ses traditions.

### Personnalités ayant servi au sein de l'unité
- Hubert Clément, Sergent radio-mitrailleur de 1944 à 1945, puis sous-officier de la Gendarmerie nationale.
- Marcel Finance, Compagnon de la Libération, commandant de l'escadrille "Rennes" de 1942 à 1943.
- Marius Guyot, Compagnon de la Libération, mécanicien-mitrailleur, ingénieur chez Nord-Aviation et Aérospatiale après la guerre.
- Jean Lanvario, pilote d'essai de 1948 à 1972 au Centre d'essais en vol de Brétigny-sur-Orge puis chez Nord-Aviation.
- Jean Mahé, Compagnon de la libération, commandant du groupe en 1945
- Pierre de Maismont, Compagnon de la Libération, commandant du groupe de 1943 à 1944.
- Jean Netter, Compagnon de la Libération.
- Emmanuel Roblès, Officier-interprète, correspondant de guerre et écrivain français.
- Marcel Rochaix, évadé de France en 1942, pilote attitré du général Martial Valin au Groupe de liaisons aériennes ministérielles (GLAM).
- Pierre Tassin de Saint-Péreuse, Compagnon de la Libération, commandant du groupe de 1942 à 1943.
- René Weil, Compagnon de la Libération, adjudant-pilote dans l'escadrille "Nantes", tué lors d'un bombardement au-dessus de la Libye.
- Félix Raymond, sous-lieutenant pilote, commandant de l'escadrille présidentielle du GLAM de 1945 à 1948[3].